# Mordella novemmaculata
Mordella novemmaculata es una especie de coleóptero de la familia Mordellidae.

## Distribución geográfica
Habita en Nueva Gales del Sur (Australia).